# Tressenried

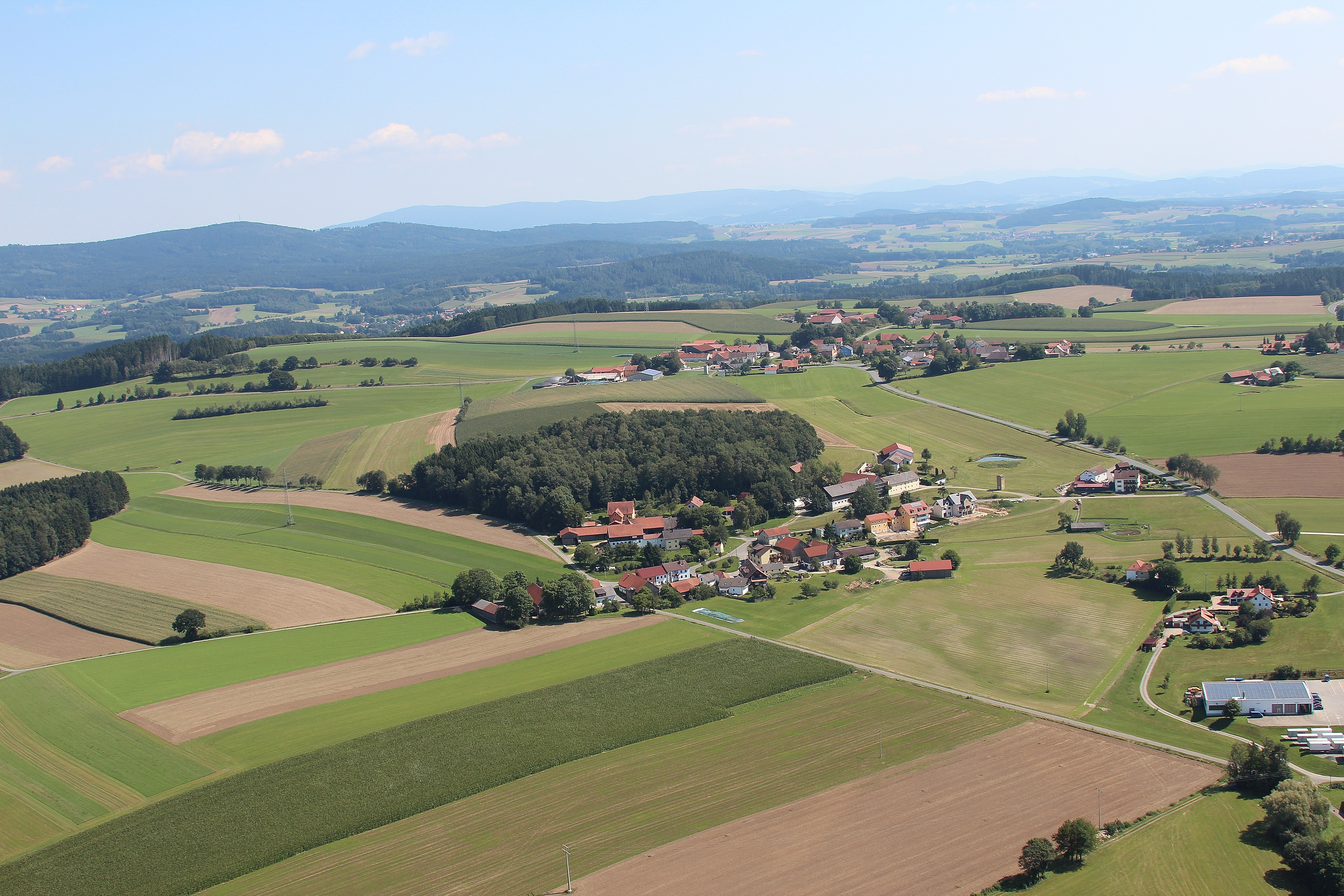
Tressenried (2017)

Tressenried ist ein Ortsteil der Stadt Oberviechtach im Oberpfälzer Landkreis Schwandorf (Bayern).

## Geographische Lage
Tressenried liegt südöstlich über dem Siebental. Im Siebental, nordöstlich von Tressenried, entspringt der Steinbach. In seinem Quellgebiet heißt er Siechenbach. Westlich von Tressenried entspringt ein weiterer Quellfluss des Steinbachs, der sich etwa 500 Meter östlich von Oberviechtach mit dem Siechenbach vereinigt.

## Geschichte
Im Herzogsurbar wurde 1285 als Besitz von Herzog Ludwig II. von Oberbayern bei Lind ein Chrehsenerivt (Kressenried) erwähnt. Dieser Name wurde nach Untergang der Einöde als Waldabteilungsname beibehalten und tauchte im Zinsbuch von 1499 auf. Er war wahrscheinlich für das später entstandene Tressenried namensgebend.
Tressenried wurde im Musterungsprotokoll von 1587 erstmals schriftlich erwähnt.
In der „Statistischen Beschreibung der Oberpfalz“ von Joseph von Destouches aus dem Jahr 1809 erschien Tressenried mit acht Häusern als zu Fuchsberg und Teunz gehörig.
Östlich von Tressenried liegt der 639 m hohe Brennhippl (= Brennhügel), auf dem früher ein Köhler seinen
Meiler hatte.
Zum Stichtag 23. März 1913 (Osterfest) wurde Tressenried als Teil der Pfarrei Oberviechtach mit sieben Häusern und 49 Einwohnern aufgeführt.
1928 wurde in Tressenried eine Dorfkapelle zu Ehren der Jungfrau Maria (BMV) errichtet. Tressenried wurde 1946 nach Oberviechtach eingemeindet.
Am 31. Dezember 1990 hatte Tressenried 61 Einwohner und gehörte zur Pfarrei Oberviechtach.